# Лінійні кораблі типу «Дойчланд»
Лінійні кораблі типу «Дойчланд» (нім. Deutschland-Klasse) — тип німецьких лінійних кораблів, серія з п'яти панцирників (1903—1904) Першої світової війни, що на час спуску на воду були застарілим додредноутним типом важких кораблів. У силу Версальського договору перейшли до Рейхсмаріне і після модернізації стали лінкорами Крігсмаріне. У Ютландській морській битві загинув SMS Pommern. Два останні кораблі даного типу «Шлезієн», «Schleswig-Holstein» узяли участь у Другій світовій війні. Постріли лінкору «Шлезвіг-Гольштейн» по Вестерплатте розпочали війну. Він використовувався Крігсмаріне до січня 1945, а «Шлезієн» до травня 1945 р.

## Історія

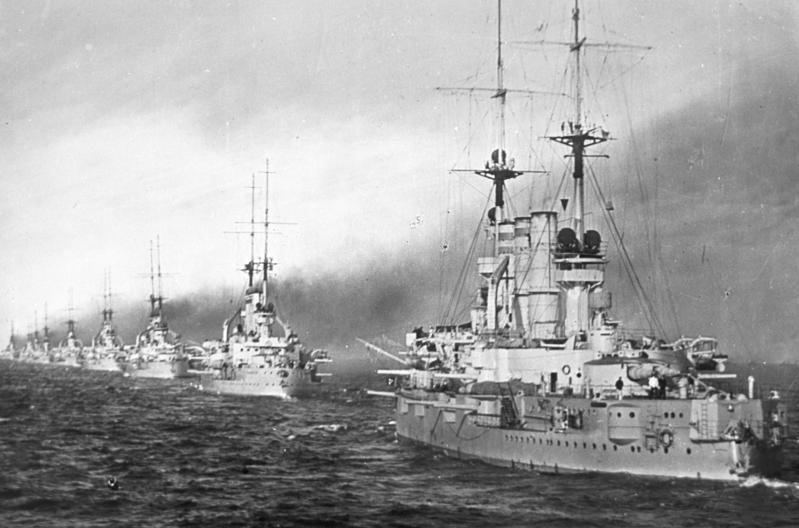
Панцирники класу Deutschland у кільватерній колоні. 1908

Вони були продовженням типу «Брауншвейг» і з водотоннажністю 14.000 т були меншими за тогочасні панцирники інших флотів. Основним калібром були 4 280-мм гармати у двох баштах. Середня артилерія складалась з 14×170-мм гармат у казематах. Для захисту від торпедних човнів служили 20×88 мм гармат. 6 ТА розміщувались під водою за схемою 1-2=2-1.

### Перша світова війна

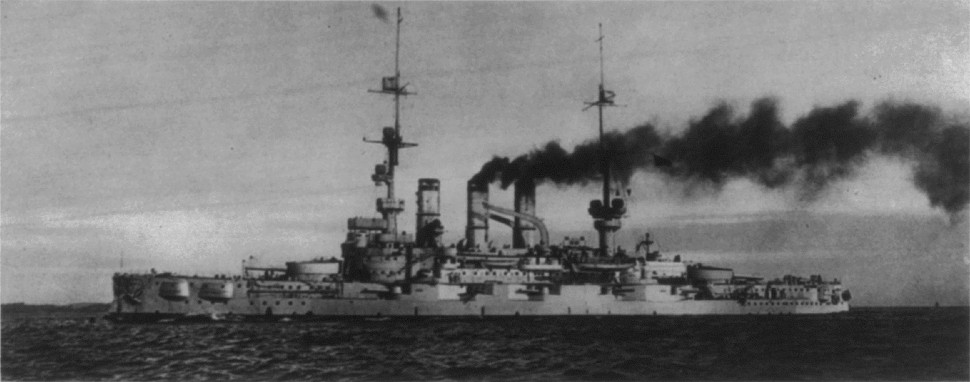
SMS Pommern. 1916

Через застарілу конструкцію і малі шанси у битвах їх називали «п'ятихвилинними кораблями». Використовували у ІІ ескадрі для сторожі і як форпости. Разом з схожими кораблями класів Hessen і«Брауншвейг» під командуванням контр-адмірала Франца Мауве взяли участь у Ютландській битві. Знаходились у кінці строю німецьких лінкорів і майже не потрапили під обстріл. Вночі були атаковані торпедними човнами і кораблями 12 флотилії. Внаслідок враження торпедою Pommern вибухнув і затонув з 839 моряками. З 1917 чотири лінкори даного класу вивели з участі у бойовій службі, використовуючи як казарми для проживання, навчання, сторожі.

### Інтербелум

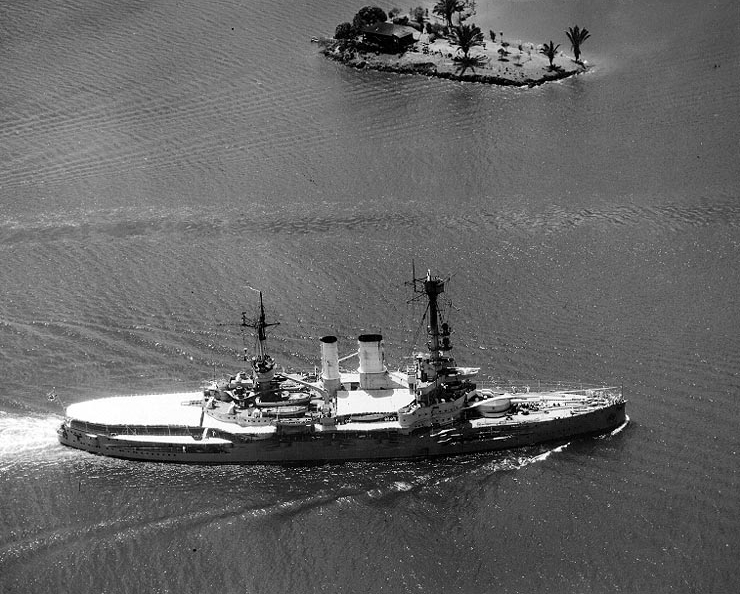
«Шлезієн» у Панамі. 1938

Hannover, «Шлезієн», «Шлезвіг-Гольштейн» повернули до бойової служби, зарахувавши до Райсмаріне, де Schleswig-Holstein був флагманом (1926—1935). Виконували переважно навчальні функції, декілька разів були модернізовані (1926, 1936). Спочатку 170-мм гармати замінили 150-мм. На 1937 зняли 4×150 мм гармати, а 1939 старі 88-мм гармати. Їх замінили 88-мм зенітними гарматами, до яких добавили 6×105-мм, згодом 37-мм і 20-мм швидкострільні зенітні гармати. Hannover з 1935 використовували за мішень для авіації.

### Друга світова війна

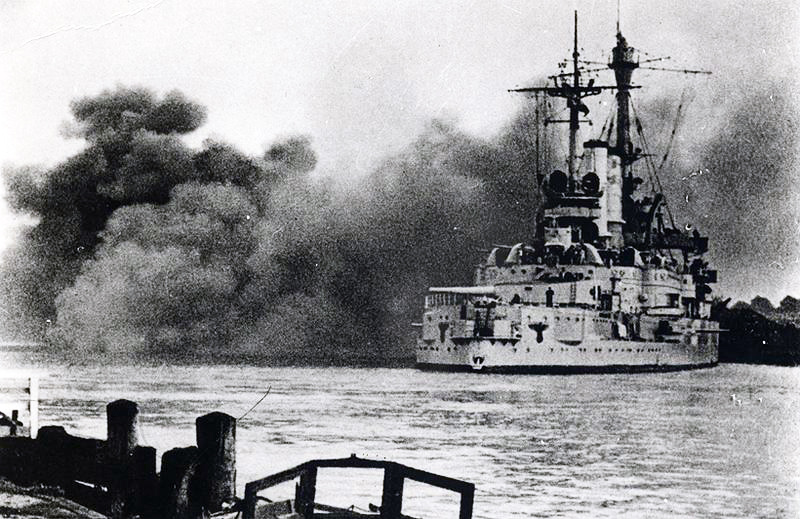
«Шлезвіг-Гольштейн» обстрілює Вестерплатте. 3 вересня 1939

«Шлезієн», «Шлезвіг-Гольштейн» пройшли майже до кінця всю війну, використовуючись для обстрілу наземних цілей. Використовувались у захопленні Польщі, Данії.
«Шлезвіг-Гольштейн» був навчальним кораблем (1941—1944), після перебудови на корабельні Кілю конвойним зенітним кораблем (вересень 1944). 19 грудня 1944 у Готенгафен був затоплений на глибині 12 м внаслідок попадання 3 авіабомб. 20 грудня усі надбудови вигоріли. Спроби підняти не вдались і 25 січня 1945 його виключили зі складу флоту, а 21 березня 1945 підірваний. Піднятий, переведений до Таллінну. Зачислений до ВМФ СРСР як «Бородіно». У 1948 призатоплений біля острова біля Естонського острова Осмуссаар і до 1960-х використовувався як мішень для авіації. Рештки корабля збереглись донині.
«Шлезієн» 1940 брав участь в операції Weserübung в Норвегії. У квітні 1942 разом з пошкодженим лінкором Gneisenau переведений до Готенгафен. Наприкінці активно обстрілював наземні цілі в Померанії. 3 травня 1945 підірвався на британській міні біля острова Грайфсвальдер Ой. Була пошкоджена носова частина корабля. 4 травня біля Свіномюнде був посаджений на мілину і незабаром пошкоджений авіабомбами. Цього ж дня неподалік був затоплений допоміжний крейсер HSK Orion, який перевозив його екіпаж. Після цього підірваний екіпажем і торпедований торпедним човном класу 1939. З 1949 розпочалось розбирання залишків лінкору.

## Лінійні кораблі типу «Дойчланд»
|                        |                                    |               |                     |                                |                               |                                                       |
| Назва                  | Корабельня                         | Дата закладки | Дата спуску на воду | Дата включення до складу флоту | Дати виведення з складу флоту | Історія                                               |
| SMS Deutschland        | Germaniawerft, Кіль                | 1903          | 19.11.1904          | 3 серпня1906                   | 1917                          | Виведений з складу флоту, порізаний на брухт          |
| SMS Hannover           | Kaiserliche Werft, Вильгельмсхафен | 1904          | 29.09.1905          | 1 жовтня 1907                  | 1946                          | Роззброєний 1935, порізаний на брухт 1946 року        |
| SMS Pommern            | AG Vulcan Stettin, Штеттін         | 1904          | 2.12.1905           | 6 серпня 1907                  | 1 червня 1916                 | Затоплений торпедами в Ютландській битві              |
| SMS Schlesien          | Schichau-Werke, Данциг             | 1904          | 28.5.1906           | 5 травня 1908                  | 4 травня 1945                 | Пошкоджений на міні корабель підірваний екіпажем 1945 |
| SMS Schleswig-Holstein | Germaniawerft, Кіль                | 1905          | 7.12.1906           | 6 липня 1908                   | 18 грудня 1944                | Затоплений авіацією                                   |